# Aleksi Leppä
Aleksi Leppä (ur. 2 września 1994 r. w Haminie) – fiński strzelec specjalizujący się w strzelaniu z karabinu, dwukrotny mistrz świata.
W 2018 roku zdobył dwa złote medale mistrzostw świata w Changwonie. Pierwszy z nich osiągnął, wygrywając w konkurencji karabinu standardowego na dystansie 300 metrów. Drugi zdobył w karabinie dowolnym w trzech pozycjach na tym samym dystansie.